# 王宁 (1960年)

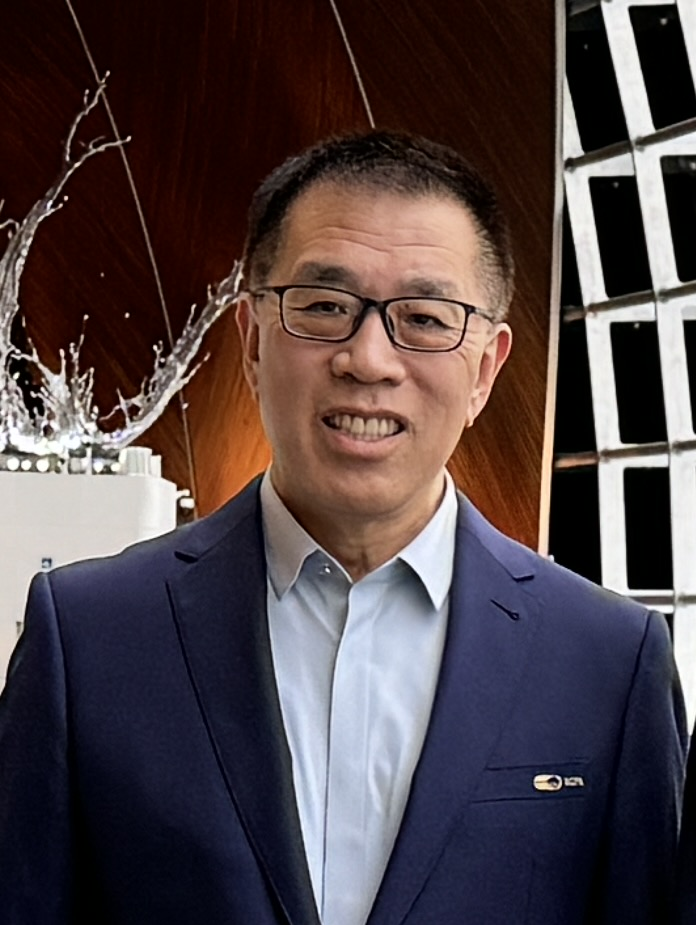
王宁

王宁（1960年12月—），男，汉族，山西清徐人，中华人民共和国政治人物。北京师范大学一分校（现北京联合大学）政治经济学专业毕业，北京大学经济学院金融专业在职研究生经济学硕士学位。

## 生平
1979年2月至1983年3月，在北京师范大学一分校政治经济学专业学习。1983年3月参加工作，任大兴县师范学校教师。1986年3月，任大兴县政府办公室干部。1987年2月加入中国共产党。1987年8月，任共青团北京市大兴县委书记。1989年6月，任共青团北京市委郊区部副部长。1991年6月，任共青团北京市委郊区部部长。1994年11月，任共青团北京市委副书记兼市青联常务副主席、主席，北京青年政治学院副院长。
2000年1月，任北京市体育局党组副书记、副局长，任职期间曾参加北京大学经济学院金融专业在职研究生专班，并获经济学硕士学位。2002年2月，任北京市体育局党组书记、副局长。2005年3月，任北京奥运会组委会文化活动部部长。2006年9月，任北京奥运会组委会文化活动部部长兼开闭幕式工作部常务副部长。2006年12月，任北京奥运会组委会文化活动部部长兼开闭幕式工作部常务副部长、开闭幕式运营中心主任。2007年3月，任北京奥运会组委会开闭幕式工作部常务副部长兼开闭幕式运营中心主任。2008年11月，任中共宣武区委书记。2010年7月，宣武区和西城区合并组成新的西城区后，任中共西城区委书记，主政西城区期间，因表现优异，于2015年6月获中共中央组织部授予全国优秀县委书记称号）。2015年10月，任北京市人民政府副市长，同年11月，不再兼任西城区委书记。2018年5月，转任国家大剧院院长。2018年12月，任中共北京市委常委、教育工委书记。
2021年1月25日，当选北京市政协副主席，2月任北京市政协党组副书记。